# Umrzesz niewolnikiem
Umrzesz niewolnikiem – drugi album zespołu Gedeon Jerubbaal zawierający nagrania: studyjne z 1995 oraz koncertowe z lipca 1997 (występ na Dziedzińcu Zamkowym w Poznaniu).

## Lista utworów
1. "Jedna miłość, jedna nienawiść"
2. "Sumienie wojownika"
3. "Sunday Nights"
4. "Dzieci Noego"
5. "Wszelka przyczyna"
6. "Lion"
7. "Never Too Late"
8. "Dzieci Noego"
9. "Trójkolorowe słońce"
10. "Wszelka przyczyna"
11. "Do The Reggay! (Dla Andy'ego)"
12. "Armaggedon"

## Skład
- Tomek Stenger – perkusja
- Zbyszek Kendzia – gitara basowa
- Andy Szczeszek – instrumenty klawiszowe
- Mateusz Smigiel Kochany – gitara
- Stevie Tomasz Wojtowicz – gitara
- Ryszard Sarbak – trąbka
- Wojtek Niedziejko – saksofon
- Symeon Ruta – wokal
- Paweł Wudarski – dźwięk i live mix